# ایسبیرن سونسن تریو

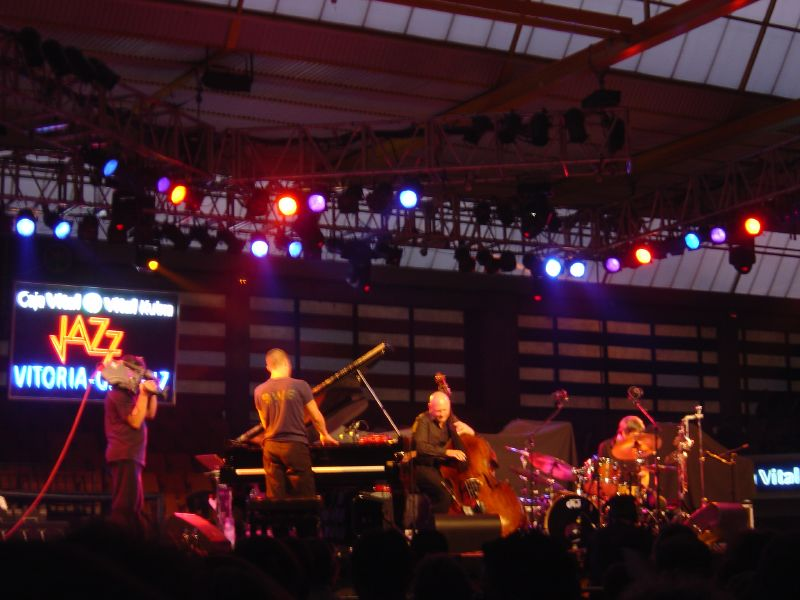
کنسرت ای.اِس.تی در اسپانیا (۲۰۰۷)

ایسبیرن سونسن تریو (به سوئدی: Esbjörn Svensson Trio) که به اختصار E.S.T.‎ گفته می‌شود، یک گروه پیانو جَز سوئدی بود که در سال ۱۹۹۳ بنیان گذاشته شد.
اعضای گروه ایسبیرن سونسن (پیانو)، Dan Berglund (کنترباس) و Magnus Öström (درامز) بودند. آثار آن‌ها در زمان انتشارشان در اروپا با موفقیت عظیم تجاری و تحسین منتقدان روبرو شدند. آلبوم Gagarin’s Point Of View که باعث شهرت بین‌المللی ای.اِس.تی شد، اولین آلبوم آن‌ها بود که خارج از کشورهای اسکاندیناوی و با لیبل شرکت آلمانی اَکت منتشر شد.
ایسبیرن سونسن پیانیست و رهبر گروه در ژوئن سال ۲۰۰۸ در یک سانحهٔ غواصی درگذشت.